# Ildikó Bánsági
Ildikó Bánsági, född 19 oktober 1947 i Budapest i Ungern, är en ungersk skådespelare. Hon är mamma till skådespelerskan Kata Gáspár.

## Roller (i urval)
1. Hóesés A Vizivárosban (2004)
2. Rózsadomb (2004)
3. Magyar Vándor (2004)
4. Bolondok Éneke (2003)
5. A Rózsa Énekei (2003)
6. Ten Minutes Older: The Cello (2002)
7. Na Végre, Itt A Nyár! (2002)
8. A Szalmabábuk Lázadása (2001)